# مانوئل زونیگا
مانوئل زونیگا (انگلیسی: Manuel Zúñiga؛ زادهٔ ۲۹ ژوئن ۱۹۶۰) بازیکن فوتبال اهل اسپانیا است.
از باشگاه‌هایی که در آن بازی کرده‌است می‌توان به باشگاه فوتبال اسپانیول، باشگاه فوتبال سابادل، باشگاه فوتبال کادیس، و باشگاه فوتبال سویا اشاره کرد.
وی همچنین در تیم‌های ملی فوتبال زیر ۱۸ سال اسپانیا، زیر ۱۹ سال اسپانیا، زیر ۲۰ سال اسپانیا، زیر ۲۱ سال اسپانیا، اسپانیا، و زیر ۲۳ سال اسپانیا بازی کرده‌است.